# Yayo Herrero
Yayo Herrero López (Madrid, 1965) è un'antropologa, ingegnere, docente ed attivista ecofemminista spagnola, una delle ricercatrici più influenti nel campo ecofemminista ed ecosocialista a livello europeo.

## Biografia
Yayo Herrero è laureata in antropologia sociale e culturale, ingegneria tecnica agraria e in educazione sociale e Diploma di Studi Avanzati in Scienze dell'Educazione.
È stata coordinatrice statale di Ecologisti in Azione e ha partecipato a numerose iniziative sociali sulla promozione dei Diritti Umani e dell'ecologia sociale. Attualmente è professoressa dell'Università Nazionale di Educazione a Distanza e direttrice generale della FUHEM. Collabora regolarmente con vari media come eldiario.es.

## Lavoro
La ricerca di Yayo Herrero si concentra sull'attuale crisi ecologica derivata del modello di sviluppo e produzione capitalista. In questo senso, sostiene che il proprio capitalismo non può esistere senza che esista crescita economica, ma che in un mondo fisico che ha dei limiti, una crescita indefinita è impossibile. Oltretutto, sostiene che in questo modello economico primano lavori superflui, mentre i lavori che fanno possibile la manutenzione della vita umana, come la produzione agricola o il lavoro riproduttivo, stanno completamente precariezzato o direttamente esclusi di tutta retribuzione.
Di questa maniera, propone una transizione per un modello economico differente, che abbia in conto l'inclusione sociale di tutte le persone e sia compatibile con la capacità di rigenerazione della natura.

## Opere
- La gran encrucijada. Sobre la crisis ecosocial y el cambio de ciclo histórico, Libros en Acción, 2016.

- Ecologismo: una cuestión de límites, Encrucijadas. Revista Crítica de Ciencias Sociales, 2016.

- Apuntes introductorios sobre el Ecofeminismo, Boletín del Centro de Documentación Hegoa, 2015.

- Por una recuperación de la condición humana en un planeta con límites, Documentación social, 2013.

- Miradas ecofeministas para transitar a un mundo justo y sostenible, Revista de economía crítica, 2013.

- Golpe de estado en la biosfera: los ecosistemas al servicio del capital, Investigaciones feministas: papeles de estudios de mujeres, feministas y de género, 2011.

- ¿Dominio o cuidado de la tierra?, Éxodo, 2011.

- Menos para vivir mejor: reflexiones sobre el necesario decrecimiento de la presión sobre los sistemas naturales, El Ecologista, 2010.

- Decrecimiento y mujeres. Cuidar: Una práctica política anticapitalista y antipatriarcal, Decrecimientos, 2010.